# Landbouwkrediet-Euphony/2012
Deze pagina geeft een overzicht van de Landbouwkrediet-wielerploeg in 2012. Het team was dit seizoen een van de professionele continentale wielerploegen.

## Algemene gegevens
Sponsor: Landbouwkrediet
Algemeen manager: Gérard Bulens
Ploegleider: Jozef De Bilde, Marcel Omloop, Marco Saligari, Jan Verstraeten
Fietsmerk: Colnago

### Renners
| Naam                           | Geboortedatum | Nationaliteit | Ploeg 2011                         |
| ------------------------------ | ------------- | ------------- | ---------------------------------- |
| Frédéric Amorison              | 16-02-1978    | Frankrijk     |                                    |
| Vincent Baestaens              | 18-06-1989    | België        |                                    |
| Koen Barbé                     | 20-01-1981    | België        |                                    |
| Dirk Bellemakers               | 19-01-1984    | Nederland     |                                    |
| Jonathan Breyne                | 04-01-1991    | België        |                                    |
| Joeri Bueken                   | 03-01-1991    | België        | neoprof                            |
| Kevin Claeys                   | 26-03-1988    | België        | An Post-Sean Kelly                 |
| Stefan Cohnen                  | 04-12-1982    | Nederland     | Team Differdange                   |
| Davy Commeyne                  | 14-05-1980    | België        |                                    |
| Sebastien Delfosse             | 29-11-1982    | België        |                                    |
| Gilles Devillers               | 12-02-1985    | België        | Wallonie Bruxelles-Crédit Agricole |
| Bert De Waele                  | 21-07-1975    | België        |                                    |
| Matti Helminen                 | 14-08-1975    | Finland       |                                    |
| Reinier Honig                  | 28-10-1983    | Nederland     |                                    |
| Kurt Hovelynck                 | 02-06-1981    | België        | Donckers Koffie-Jelly Belly        |
| Egidijus Juodvalkis            | 08-04-1988    | Litouwen      |                                    |
| Sven Nys                       | 17-06-1976    | België        |                                    |
| Kevin Peeters                  | 05-02-1987    | België        |                                    |
| Baptiste Planckaert            | 28-09-1988    | België        |                                    |
| Joeri Stallaert                | 25-01-1991    | België        |                                    |
| Bobbie Traksel                 | 03-11-1981    | Nederland     |                                    |
| Sven Vanthourenhout            | 14-01-1981    | België        |                                    |
|                                |               |               |                                    |
| Frederik Backaert (stagiair)   | 13-03-1990    | België        |                                    |
| Kjell Van Driessche (stagiair) | 09-01-1989    | België        |                                    |

## Belangrijke overwinningen

### Veldrijden/MTB
| NK veldrijden België: Sven Nys Villarcayo Vincent Baestaens |

### Weg
| Ronde Van Limburg Kevin Claeys NK wielrennen Finland - tijdrit: Matti Helminen Antwerpse Havenpijl Joeri Stallaert |

1992 · 1993 · 1994 · 1995 · 1996 · 1997 · 1998 · 1999 · 2000 · 2001 · 2002 · 2003 · 2004 · 2005 · 2006 · 2007 · 2008 · 2009 · 2010 · 2011 · 2012 · 2013 · 2014